# Hőérzékelő

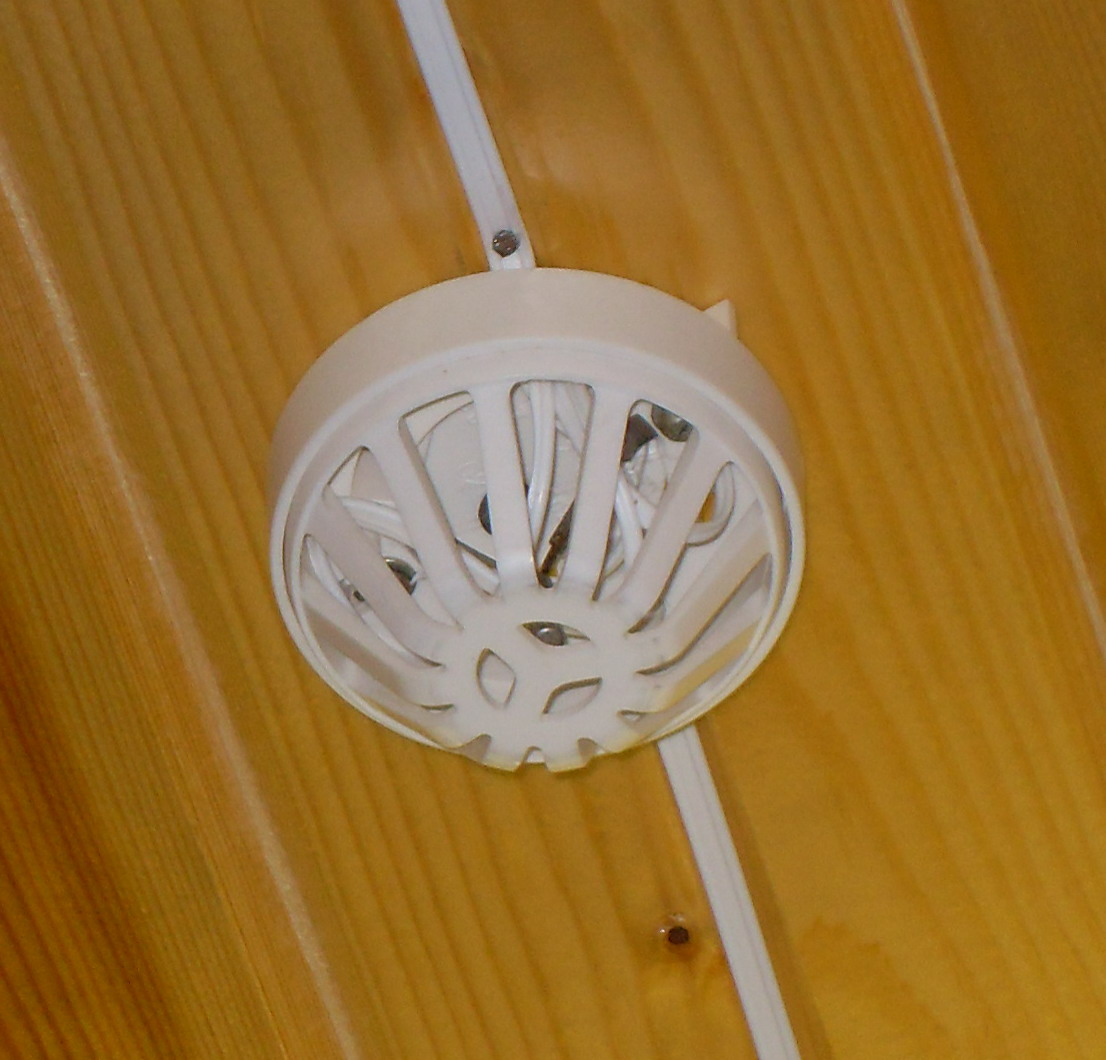
Hőérzékelő

A hőérzékelő a tűzérzékelő egyik típusa, a felügyelt térben növekvő környezeti hőmérséklet működteti.
Működése módja alapján két fajtája létezik, a maximális hőmérséklet- (küszöbhőmérséklet-) és a hősebesség-érzékelő.
A maximális hőmérséklet érzékelő berendezés egy előre rögzített, beállított hőmérséklet érzékelésekor jelez.
A hősebesség érzékelő a tényleges hőmérséklettől függetlenül, a hőmérséklet változásának bizonyos sebességénél ad jelzést.
A hőérzékelő előnye a viszonylag egyszerű, olcsó szerkezet, legnagyobb hátránya a nagyobb jelzési késedelem. Mérsékelt tűzkockázatú helyeken, illetve másfajta érzékelőkkel együtt használják. Nagy belmagasságú (7,5 m-nél magasabb) helyiségekben nem alkalmazható.
Nem érzékeny a füstre, a levegő nedvességtartalmára, illetve a szennyező anyagokra.

## Küszöbhőmérséklet-érzékelő
Egy előre beállított hőmérséklet elérésekor jelez. Termosztátot tartalmaz, az érzékelő elem bimetál, mely alkotói két különböző hőtágulású fém. Hő hatására alakja megváltozik, ezzel elektromos érintkezést alkothat.
Bimetál fém helyett alkalmazzák még a gyorsműködésű korongtermosztátot, mely hő hatására konvex alakból konkáv alakba pattan át.
Érzékelő elemként sok esetben NTC vagy PTC termisztort is alkalmaznak.

### Olvadó kötés
Wood-fémet tartalmaz, melynek olvadáspontja 65 és 230 °C közé állítható be. Az érzékelő jelzés után nem visszaállítható, cserére szorul. Több változatban gyártják, egyes változatokban az olvadó fém egy kapcsolót reteszel, más esetben előfeszített rugót tart, melyek a fém kiolvadása után indítják be a jelzést.

### Törőüveg, vagy kvarckörte
Meghatározott forráspontú folyadéktöltetet tartalmaz, melynek növekvő gáznyomása szétveti az üveget. Jelzés után nem visszaállítható, cserélni kell.

### Folyadéktöltésű szelence
A zárt szelence rugalmas falú, a speciális folyadék növekvő nyomása a falakat elmozdítja, mely elmozdulás mikrokapcsolót működtet, és jelet ad le. A hőhatás végeztével eredeti állapotba áll vissza.

### Hőérzékelő kábel
A két kábel között szigetelő anyag van, mely hő hatására kiolvad, zárlatot okoz, s ez a zárlat indítja el a riasztást. Másik változatban négy összesodort réz vezetőre NTC félvezető réteget visznek fel, mely vezetőképessége a hőmérséklet függvényében változik. A vezetőképességet egy érzékelő méri, mely adott értékváltozásnál riaszt. A hőhatás után a szerkezet visszaáll eredeti állapotába.

## Hősebesség érzékelők
Gyors hőmérsékletváltozásnál jeleznek (a hőmérsékletváltozás sebessége minimum 3-5 °C/perc). Gyorsabb tempójú hőmérsékletváltozásnál az érzékelő hamarabb bejelez.

### Pneumatikus működésű detektor
Érzékelő eleme egy légtöltésű membránszelence, amely nem teljesen zárt, hanem egy kalibrált szivárgó nyílással, egy pneumatikus ellenállással összeköttetésben áll a külvilággal. Lassú hőmérsékletváltozáskor a belső nyomás a nyíláson át kiegyenlítődik a külsővel, míg gyors nyomásváltozáskor a szelence fala elmozdul, és működésbe hozza a mikrokapcsolóval összekötött jelzőeszközt.

### Termoelektromos hősebesség érzékelő
Két egyforma termisztort, NTC félvezetőt helyeznek el benne. Az egyik félvezető szabadban van, hőhatás érheti, a másik az érzékelőben, hőszigeteléssel árnyékolva. A két termisztort hídkapcsolással kötik össze, melynek egyensúlya felborul a gyors hőmérsékletváltozáskor, a mérőpontokon feszültség keletkezik, amely jelzést vált ki.

## Kombinált hőérzékelő
A hősebesség érzékelőt kiegészítik egy küszöbhőmérsékletet érzékelő betéttel.